# Jerzy Brzyski
Jerzy Brzyski (ur. 7 stycznia 1949 w Lublinie) − absolwent WSWF w Gdańsku i AWF w Warszawie, doktor nauk o kulturze fizycznej AWF Kraków. Trener piłkarski klasy mistrzowskiej, licencja PZPN 247/A. Zdobywca 6 medali Mistrzostw Polski Juniorów.
Utytułowany trener w piłkarstwie młodzieżowym.
Juniorzy:
1. U-12 Puchar M. Listkiewicza – Łódź 1 miejsce 2006[2]
2. U-13 Puchar K. Górskiego – Olsztyn 2 miejsce 2007
3. U-14 Puchar W. Kuchara – Wałbrzych 1 miejsc 1989
4. U-15 Puchar J. Michałowicza – Olsztyn 1 miejsce 1990
5. U-16 Puchar K.Deyny – Poznań 2 miejsce 2002
6. Mistrzostwa Polski Juniorów Starszych Lechia Gdańsk – Kraków 2 miejsce 1993[3]
7. I miejsce w Norwich Cup z Lechią Gdańsk.
8. I miejsce w Klagenfurcie z Lechią Gdańsk.

Seniorzy:
1. I Trener seniorów Sygnał Lublin
2. I Trener seniorów Lewart Lubartów
3. I Trener seniorów Lechii Gdańsk w latach 1980-1981[4]
4. I Trener seniorów MRKS Gdańsk
5. I Trener seniorów Motor Lublin w latach 1996-1997

Ponadto pracował jako nauczyciel w szkole nr 73 w Gdańsku Brzeźnie, w Gimnazjum nr 14 w Gdańsku, w Zespole Szkół nr 13 w Gdańsku, w XXI Ślo w Gdańsku. Jest założycielem Klubu Piłkarskiego GMSS Debiutant Gdańsk i Fundacji Akademii Piłkarskiej Mistrzów Jerzego Brzyskiego – Masters Football Academy.
Kierownik Dydaktyczny, trener–wykładowca projektu Ogólnopolskiego Kształcenia Kadr Sportowych SWPW w Płocku. Autor publikacji fachowych i naukowych związanych z piłką nożną.
Wychowawca i trener wielu pokoleń piłkarzy, w tym między innymi:
Marcin Mięciel (VfL Bochum, PAOK FC, Legia Warszawa), Grzegorz Szamotulski (Korona Kielce, Jagiellonia Białystok, Legia Warszawa, PAOK Saloniki), Tomasz Kafarski (Trener Lechii Gdańsk), Marcin Kubsik (Lechia Gdańsk), Dariusz Brzyski (CSV Grevenmacher), Dariusz Głos (Lechia Gdańsk), Janusz Surdykowski (Bytovia Bytów).